# Neuseeländische Unihockeynationalmannschaft
Die neuseeländische Unihockeynationalmannschaft repräsentiert Neuseeland bei Länderspielen und internationalen Turnieren in der Sportart Unihockey.

## Platzierungen

### Weltmeisterschaften
| WM   | Austragungsort(e)                              | Platz              |
| ---- | ---------------------------------------------- | ------------------ |
| 1998 | Brünn, Prag                                    | –                  |
| 2000 | Drammen, Oslo, Sarpsborg                       | –                  |
| 2002 | Helsinki                                       | –                  |
| 2004 | Zürich, Kloten                                 | –                  |
| 2006 | Helsingborg, Malmö, Botkyrka, Solna, Stockholm | –                  |
| 2008 | Ostrava, Prag                                  | –                  |
| 2010 | Helsinki, Vantaa                               | –                  |
| 2012 | Zürich, Bern                                   | –                  |
| 2014 | Göteborg                                       | nicht qualifiziert |
| 2016 | Riga                                           | nicht qualifiziert |
| 2018 | Prag                                           | nicht qualifiziert |
| 2021 | Helsinki                                       | nicht qualifiziert |
| 2022 | Zürich, Winterthur                             | nicht qualifiziert |
| 2024 | Malmö                                          | nicht qualifiziert |